# Вудворд, Роберт Бёрнс
Ро́берт Бёрнс Ву́дворд (англ. Robert Burns Woodward; 10 апреля 1917, Бостон, Массачусетс — 8 июля 1979, Кембридж, Массачусетс) — американский химик-органик. Внёс значительный вклад в современную органическую химию, в особенности, в синтез и определение структуры сложных природных продуктов. Тесно работал с Роалдом Хофманом в области теоретических исследований химических реакций. Лауреат Нобелевской премии по химии за 1965 год.
Член Национальной академии наук США (1953), иностранный член Лондонского королевского общества (1956), Академии наук СССР (1976), Французской академии наук (1978).

## Молодые годы, образование
Вудворд родился в Бостоне, в семье Маргарет (урождённой Бёрнс), дочери выходца из Шотландии, и Артура Честера Вудворда, сына аптекаря из Роксбери (Массачусетс). В 1918 году, когда Роберту исполнился один год, его отец умер от пандемии гриппа.
С раннего возраста Вудворда привлекала химия, он с увлечением самостоятельно постигал этот предмет ещё в период обучения в школе первой и второй ступени в Куинси, штат Массачусетс. К старшим классам он уже мог справиться почти со всеми опытами, описанными в широко известном руководстве Людвига Гаттермана для практических занятий по органической химии. В 1928 году Вудворд связался с генеральным консулом Германии в Бостоне, и через него ему удалось получить копии нескольких новых статей, опубликованных в немецких журналах. Позже, в своей Коуповской лекции, он вспоминал, как был очарован, когда среди этих статей случайно наткнулся на первое сообщение Л. Дильса и К. Альдера об открытой ими реакции. На всём протяжении своей карьеры Вудворд часто использовал и изучал эту реакцию, как в теоретическом плане, так и экспериментально. В 1933 году он поступил в Массачусетский Технологический Институт (МТИ), но так запустил некоторые стороны своего обучения, что был отчислен в следующем году. В 1935 году МТИ восстановил его и к 1936 году он получил степень бакалавра. Уже через год институт присудил ему докторскую степень, в то время как его однокурсники только оканчивали бакалавриат. Докторская работа Вудворда представляла собой исследования, связанные с синтезом женского полового гормона эстрона. По правилам МТИ необходимо, чтобы выпускники имели руководителей. Руководителем Вудворда был Эйвери А. Эшдаун, хотя до сих пор неизвестно, пользовался ли он его советами. После недолгого преподавания в университете Иллинойса он получил годичную стипендию в Гарвардском университете (на 1937—1938 гг.) и проработал в Гарварде на различных должностях всю оставшуюся жизнь. В 1960-м году Вудворд был удостоен звания Доннеровского профессора, этот титул освободил его от преподавания обязательных курсов, и он смог посвятить всё своё время научным исследованиям.

## Ранние работы
Первым крупным достижением Вудворда в начале 1940-х годов была серия статей, описывающая применение ультрафиолетовой спектроскопии в объяснении структуры природных продуктов. Вудворд собрал большое количество эмпирических данных и разработал ряд правил, позднее названных «правилами Вудворда», которые могли применяться для выяснения структур как природных веществ, так и синтезированных молекул, не встречающихся в природе. Рациональное использование новейших инструментальных методов было «визитной карточкой» работ Вудворда в течение всей его карьеры; при этом он постоянно переходил от монотонных и длительных методов определения структуры к более современным.
В 1944 году, вместе со своим подопечным, постдокторантом Уильямом Э. фон Дерингом Вудворд сообщил о синтезе алкалоида хинина, используемого в лечении малярии. Хотя синтез был преподнесён как успех, позволяющий преодолеть трудности в обеспечении лекарственными препаратами, закупаемыми в Южной Азии, в действительности синтез был слишком длинным и трудоёмким, чтобы применять его в практических масштабах. Тем не менее он стал поворотным пунктом для химического синтеза в целом. Находкой Вудворда, важной для данного синтеза, было использование факта почти 40-летней давности, когда немецкий химик Пауль Рабе получил хинин из его предшественника (прекурсора) — хинотоксина (1905). Следовательно, синтез хинотоксина (который Вудворд фактически и синтезировал), должен открыть дорогу к синтезу хинина. Когда Вудворд осознал это, органический синтез был ещё в стадии «проб и ошибок», и никто не думал, что можно создавать такие сложные структуры. Вудворд показал, что органический синтез можно превратить в рациональную науку и что помочь этому могла бы разработка теоретических знаний о реакционной способности и структуре. Этот синтез был первым из серии чрезвычайно сложных и элегантных синтезов, которые он проделал.

## Дальнейшие работы и их значение
В 1930-х годах британские химики Кристофер Ингольд и Роберт Робинсон занялись исследованием механизмов органических реакций и предложили эмпирические правила, с помощью которых можно было прогнозировать реакционную способность органических молекул. Вудворд, видимо, был первым химиком-синтетиком, кто использовал эти идеи для прогнозирования структуры в синтезе. Пример Вудворда вдохновлял сотни других химиков-синтетиков, которые работали в области создания сложных структур природных продуктов, важных в медицинском отношении.

### Органические синтезы и Нобелевская премия
В течение 1940-х годов Вудворд синтезировал много сложных природных продуктов, таких как хинин (1944), кортизон (1951), резерпин (1956), хлорофилл (1960), тетрациклин (1962), холестерин, лизергиновая кислота, цефалоспорин и колхицин а также установил строение ряда важных природных соединений: стрихнина, террамицина (окситетрациклин) (1953) и ауреомицина, магнамицина. Вместе с тем, Вудворд открыл новую эру в синтезе (иногда её называют «эпохой Вудворда»), в которой он показал, что природные продукты можно синтезировать, только тщательно соблюдая принципы физической органической химии и детально планируя все шаги.
Большинство синтезов Вудворда были очень эффектно описаны его коллегами, и до того, как он их сделал, некоторые думали, что невозможно создать эти вещества в лабораторных условиях. Его синтезы несли в себе элемент искусства, и с тех пор химики-синтетики обращали внимание не только на удобство и практичность синтеза, но и на его красоту. Работы Вудворда часто включали активное использование новых методов — ИК-спектроскопии, а позднее и ядерного магнитного резонанса (ЯМР). Другая важная особенность синтезов Вудворда была в том, что он обратил внимание на стереохимию, или особую конфигурацию молекул в трёхмерном пространстве. В большинстве случаев природные вещества, использующиеся в медицине, обладают необходимой биологической активностью только в виде чистых энантиомеров. Это привело к востребованности «стереоспецифического синтеза», в результате которого получался продукт с определённой конфигурацией. Сегодня методы стереспецифического синтеза широко используются, Вудворд же в своё время первым показал, что для осуществления такого (стереоспецифического) синтеза нужна основательная подготовка и тщательное планирование. Многие его синтезы были направлены на изменение конфигурации молекул посредством внедрения в них жесткого структурного элемента; эта методика сегодня стала обычной. Особенно показательными в этом отношении были синтезы резерпина и стрихнина.
Во время Второй мировой войны Вудворд был консультантом Военного совета по производству в связи с пенициллиновым проектом. Хотя многие предполагали бета-лактамную структуру пенициллина, фактически первыми это предложили химики Оксфорда и компании Мерк, а затем в исследования включились и другие группы учёных (в частности, из компании Шелл). Вудворд первым высказал мысль о неправильности трициклической структуры (тиазолидин соединялся амино-мостом оксазинона), выдвинутой группой исследователей пенициллина из Пеории. Впоследствии он согласился с бета-лактамной структурой (вместо тиазолидин-оксазолоновой), предложенной Робертом Робинсоном, в дальнейшем — ведущим химиком-органиком своего времени. В конечном итоге Дороти Ходжкин в 1945 году с помощью рентгеновской кристаллографии подтвердила для пенициллина именно бета-лактамную структуру.
Для определения структуры сложных молекул Вудворд применял инфракрасную спектроскопию и химическую деградацию. Здесь заметными примерами стали сантониновая кислота, стрихнин, магнамицин и террамицин. Коллега Вудворда и Нобелевский лауреат Дерек Бартон сказал о террамицине следующее:
Самое блестящее решение структурной головоломки, сделанное когда-либо, было, конечно, решение проблемы террамицина (1953). Это была проблема большой индустриальной важности, и много способных химиков выполнили огромный объем работы по определение его структуры. В результате собрался впечатляющий объем противоречивых фактов. Вудворд взял большой кусок картона, выписал на него все данные и, подумав в одиночестве, вывел правильную структуру террамицина. Никто больше не смог бы этого сделать в то время.
Все эти случаи показывают, как рациональные факты и химические принципы, объединённые с интуицией, могут быть использованы для достижения цели.
В начале 1950-х годов Вудворд и британский химик Джефри Уилкинсон предложили новую структуру ферроцена — соединения, состоящего из комбинации органических молекул с железом. Это стало началом металлоорганической химии, которая выросла в индустриально значимую область. За эту работу Уилкинсон (вместе с Эрнстом Отто Фишером) получил в 1973 году Нобелевскую премию. Некоторые историки считали, что Вудворд должен был получить эту премию вместе с Уилкинсоном. Интересно, что так думал и Вудворд: позднее он даже написал об этом в Нобелевский комитет.
Вудворд получил Нобелевскую премию в 1965 году за синтез сложных органических молекул. В своей Нобелевской лекции он описывал полный синтез антибиотика цефалоспорина, отметив, что ему пришлось ускорить синтез, чтобы успеть закончить его до Нобелевской церемонии.

### Синтез витамина B12и правила Вудворда-Хоффмана
В начале 1960-х годов Вудворд приступил к сложнейшему по тем временам синтезу природного продукта — синтезу витамина B12. Плодотворно сотрудничая с коллегой из Цюриха Альбертом Эшенмозером, Вудворд с командой из почти 100 студентов и постдоков несколько лет трудились над синтезом этой молекулы. Работа была окончена и опубликована в 1973 году, она явилась поворотным пунктом в истории органической химии. Синтез включал почти 100 стадий, каждая из которых тщательно планировалась и анализировалась, что было характерно для всех работ Вудворда. Он более других убедил химиков-органиков в том, что синтез любого сложного вещества возможен при достаточном времени и разумном планировании. Однако до 2006 года практически никаких публикаций по вопросу полного синтеза витамина B12 не было.
В том же самом году, основываясь на наблюдениях, сделанных Вудвордом в процессе синтеза B12, он и Роалд Хофман разработали правила (известные ныне как правила Вудворда-Хофмана), объясняющие стереохимию продуктов органических реакций. Вудворд сформулировал свои идеи (базирующиеся на симметричных свойствах молекулярных орбиталей), основываясь на своём опыте химика-синтетика, а затем попросил Хофмана выполнить теоретические вычисления для подтверждения этих идей. Эти вычисления были сделаны с помощью метода Хюккеля. Корректность этих правил была подтверждена многими экспериментами. Хоффман получил Нобелевскую премию в 1981 году за свою работу (вместе с Кэнъити Фукуи, японским химиком, который выполнил ту же работу, используя другой подход); Вудворд несомненно получил бы вторую Нобелевскую премию, если бы был жив. Отметим, что в недавней статье в журнале «Nature» описывается, как можно использовать механическое напряжение, чтобы изменить ход химической реакции, продукты которой не подчиняются правилам Вудворда-Хоффмана.

## Институт Вудворда и последний период жизни
Параллельно с работой в Гарварде Вудворд руководил Исследовательским институтом (Woodward Research Institute), основанным в 1963 году в Базеле (Швейцария). Он также стал членом попечительского совета МТИ (1966—1971) и Института науки Вейцмана в Израиле.
Вудворд умер в Кембридже, штат Массачусетс от сердечного приступа во время сна. В этот период он работал над синтезом антибиотика эритромицина. Его студент сказал о нем:
Я очень многим обязан Р. Б. Вудворду. Он показал, что можно приниматься за решение трудных проблем без ясного представления об их исходе, но с уверенностью, что интеллект и усилия их решат. Он показал мне всю прелесть современной органической химии, а также важность детального изучения материала. Вудворд внес значительный вклад в стратегию синтеза, в методы вывода сложных структур, в создание новой химии и её теоретических аспектов. Он был для своих студентов примером. Я дорожу памятью о сотрудничестве с таким замечательным химиком.

## Семья
В 1938 году он женился на Ирже Пульман; у них было две дочери: Сири Анна (1939) и Джин Кирстен (1944). В 1946 году он заключил второй брак — с Евдоксией Мюллер, с которой познакомился в Polaroid Corporation. Она была художником и инженером. В этом браке родились дочь Кристел Элизабет (1947) и сын Эрик Ричард Артур(1953).

## Публикации
Вудворд был автором (или соавтором) почти 200 публикаций, из которых 85 — это большие статьи, а остальное — предварительные сообщения, тексты лекций и обзоры. Темп его научной деятельности не давал возможности публиковать подробности эксперимента, и большая часть работ была издана лишь спустя несколько лет после его смерти. Вудворд руководил работами более двухсот аспирантов и исследователей, у которых впоследствии получилась успешная карьера. Вместе с Робертом Робинсоном он основал журналы по органической химии «Tetrahedron» и «Tetrahedron Letters», был членом их редколлегий.
Среди учеников Вудворда: Роберт М. Уильямс (штат Колорадо), Гарри Вассерман (Йель), Ёсито Киши (Гарвард), Стюарт Шребер (Гарвард), Уильям Руш (Скрипс-Флорида), Стивен А. Беннер (Университет Флориды), Кристофер С. Фут (Калифорнийский университет в Лос-Анджелесе), Кендалл Хоук (Калифорнийский университет в Лос-Анджелесе), Кевин М. Смит, работающий в области порфиринов.
Вудворд имел энциклопедические знания по химии и необычайную память на подробности. Качеством, выделяющим его среди коллег, была замечательная способность извлекать и увязывать данные из научной литературы и использовать их для решения данной химической проблемы.

## Особенности характера, интересные факты
Его лекции стали легендой, они часто длились по три-четыре часа. Во многих из них он избегал использования слайдов, а имел обыкновение рисовать структуры цветными мелками. Поэтому его лекции было легко записывать. По словам профессора МГУ А. Н. Коста:
Часто на лекциях или докладах, взяв в обе руки по кусочку мела, он с легкостью иллюзиониста начинал с обоих концов доски рисовать химическую структуру, и его пространственное видение молекулы было столь тонко, что не было случая, когда бы линии на доске не сошлись.
Как правило, перед началом лекции Вудворд всегда клал на рабочий стол два носовых платка. На один носовой платок он помещал ряд из 4-5 кусков мела разного цвета. На другом размещался внушительный ряд сигарет. Предыдущая сигарета использовалась, чтобы зажечь следующую. Его известные семинары по четвергам в Гарварде тянулись до ночи.
Вудворду очень нравился синий цвет. Его костюм, машина и даже парковочная стоянка были синего цвета. В одной из его лабораторий, студенты повесили огромную чёрно-белую фотографию учителя с большим синим галстуком. Она висела там несколько лет (до начала 1970-х годов), пока не сгорела при небольшом лабораторном пожаре.
При своей неутомимости Вудворд не смог бы сделать так много, если бы не был предельно организованным человеком. Большую часть проблем он решал самостоятельно, продумывая до мелочей план дальнейшей работы. Каждое утро сутуловатый, крепкого сложения профессор в строгом костюме с обязательным синим галстуком садился в машину и за полчаса покрывал 50 миль, отделявших его коттедж от Гарвардского университета. К девяти часам, после такой скоростной «автозарядки», которую он предпочитал другим видам спорта, Вудворд приступал к работе. Он мог ограничиться несколькими часами сна ночью, был заядлым курильщиком, предпочитал виски и мартини и любил отдыхать, играя в футбол.

## Коллеги-химики о Вудворде
Дерек Бартон, позднее приобретший известность своей работой по конформационному анализу (за которую он был удостоен Нобелевской премии в 1969 году), так описывает одну из лекций Вудворда:
Это была блестящая демонстрация того, как можно взять из литературы факты, кажущиеся очевидными, и путём одного лишь их обдумывания, что он отлично умел делать, интерпретировать их по-иному, а потом пойти в лабораторию и доказать истинность нового вывода. Мы поняли, что это была работа гения… Через десять лет наши второкурсники уже могли решать подобные проблемы, причем примерно 25 % решили бы их правильно. Но означает ли это, что в 1958 году на нашем втором курсе училось 25 % мини-Вудвордов? Нет, конечно. Это означает, что Вудворд научил нас, химиков-органиков, искусству думать.
С поездки Вудворда 1948 года началась череда почётных лекций, которая забрасывала его во многие страны в течение всей жизни. Лорд Александер Тодд вспоминал:
Одной из наиболее удивительных черт Боба Вудворда была его способность заражать молодых химиков своей страстью к органической химии и своим энтузиазмом... Я не знаю и никогда не знал другого ученого, который мог бы так держать аудиторию; молодые химики, да и многие не очень молодые, внимали ему, как какому-нибудь евангелисту... Разумеется, он был блестящий лектор. Он всегда точно укладывался во время; при нём всегда была его знаменитая коробочка с цветными мелками, даже специальная тряпка для стирания с доски. А то, как безупречно он рисовал на доске формулы, хотя и замедляло темп изложения, но способствовало пониманию.
Арне Фредга (Шведская королевская академия наук), при вручении Нобелевской премии сказал:
Иногда говорят, что органический синтез представляет собой одновременно точную науку и изящное искусство. Здесь неоспоримый Мастер – природа. Но я осмелюсь утверждать, что лауреат премии нынешнего года доктор Вудворд по праву занимает второе место.

## Премии и награды
За свои работы Вудворд получил немало наград, премий и почётных степеней, включая членство в Национальной академии наук США (1953) и академиях по всему миру. Он также был консультантом во многих компаниях, таких как Polaroid, Pfizer и Merck.
Среди его наград:
- Медаль Джона Скотта от института Франклина и города Филадельфия (1945)
- Премия столетия (1951)
- Медаль Бакеланда от Отделения Американского химического общества в Северном Джерси (1955)
- Медаль Дэви от Лондонского королевского общества (1959)
- Медаль Роджера Адамса от Американского химического общества (1961)
- Золотая медаль Пия XI (1961)
- Мемориальные лекции Вейцмана (1963)
- Премия Роберта Робинсона[нем.] (1964)
- Национальная научная медаль США (1964, «за новый подход к синтезам сложных органических молекул, в особенности, за блестящий синтез стрихнина, резерпина, лизергической кислоты и хлорофилла»)
- Нобелевская премия по химии (1965)
- Премия Уилларда Гиббса (1967) от Чикагского отделения Американского химического общества (1967)
- Медаль Лавуазье от Химического общества Франции (1968)
- Орден Восходящего Солнца, Второй Класс от Императора Японии (1970)
- Мемориальная медаль Ганбури от Фармацевтического общества Великобритании (1970)
- Медаль Пьера Брейланта от Университета Лувен (1970)
- Премия за научные достижения от Американской медицинской ассоциации (1971)
- Премия имени Артура Коупа от Американского химического общества (1973, совм. с Р. Хоффманом)
- Медаль Копли (1978)

## Почётные степени
Вудворд также был удостоен более 20 почётных степеней, включая почётные степени от следующих университетов:
- Уэслианский университет (1945)
- Гарвардский университет (1957)
- Кембриджский университет (1964)
- Университет Брандейса (1965)
- Израильский технологический институт в Хайфе (1966)
- Университет Западной Онтарио в Лондоне (Онтарио, Канада) (1968)
- Лёвенский католический университет (1970)